# Coccolithophyceae

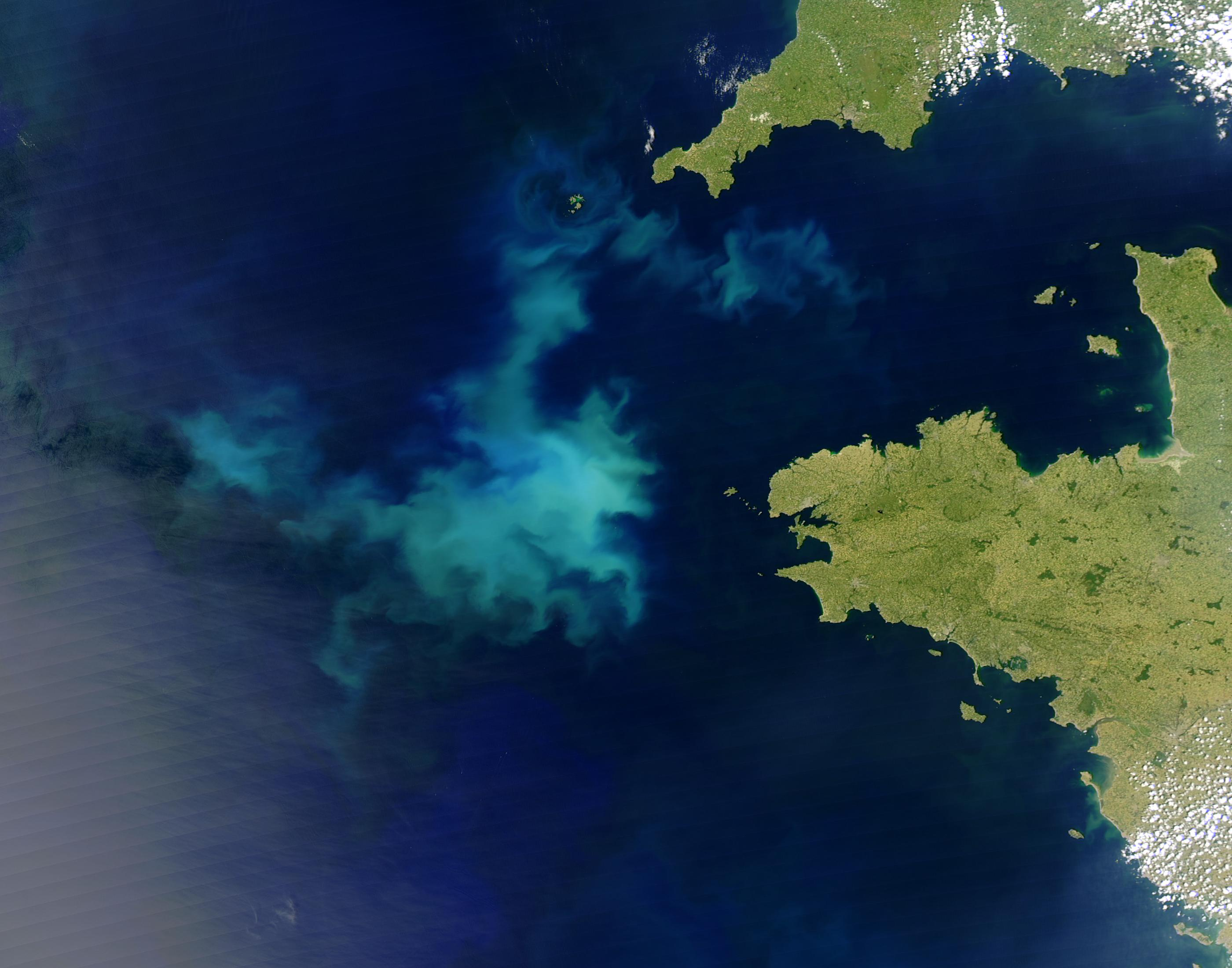
Zakwit kokolitonośnych glonów na Morzu Celtyckim

Coccolithophyceae (Prymnesiophyceae) – klasa glonów z supergrupy Chromalveolata (Chromista).

## Systematyka
Klasa jest jedną z dwóch linii haptofitów, przy czym klasa siostrzana, tj. Pavlovophyceae jest znacznie mniej liczna w rodzaje. Autorem nazwy Coccolithophyceae jest Werner Rothmaler (1951). Nazwa Prymnesiophyceae została wprowadzona w 1972 r. przez Siegfrieda Caspera z opisem niemieckim, a uzupełniona o opis łaciński przez Davida Hibberda w 1976 r. Ponadto proponowano nazwę Haptophyceae (z autorstwem Christensen ex P.C. Silva 1980).
Cała grupa haptofitów ma nie do końca jasną pozycję systematyczną, choć lokuje się ją zwykle wśród chromistów (lub w innych systemach chromalweolatów) jako odrębną linię ewolucyjną. Coccolithophyceae dzieli się na następujące rzędy:
- Coccolithales, Schwarz 1932
- Isochrysidales, Pascher 1910
- Phaeocystales, L.K.Medlin 2000
- Prymnesiales, Papenfuss 1955
- Syracosphaerales, W.W.Hay 1977
- Zygodiscales, J.R.Young & P.R.Bown 1997
- Coccosphaerales, Haeckel 1894

Z wyjątkiem ostatniego rzędu, którego poprawność jest niejasna, są one łączone w podklasę Prymnesiophycidae, Caval.-Sm. 1986
W XX w. organizmy te grupowano jako Coccolithinae wśród złotowiciowców i określano polską nazwą wiciowce wapienne.
W rejestrze AlgaeBase do drugiej połowy 2012 r. zgromadzono informacje o 385 gatunkach tej klasy.

## Biologia
Coccolithophyceae (Prymnesiophyceae) mają postać wiciowców, zwykle, ale nie zawsze ruchliwych – jednokomórkowych monad lub ich kolonii, np. w formie nici, przy czym u niektórych gatunków stadium kolonijne występuje na przemian z monadalnym. Haptonema może przybierać różne postacie i długości (u Isochrysidales może wręcz być jej brak). Wici równe lub jedna nieco dłuższa od drugiej, zwykle dwie, umiejscowione mniej lub bardziej szczytowo. Brak plamki ocznej. Wielu przedstawicieli klasy, tzw. kokolitofory, wytwarza wapienne skorupki zwane kokolitami (stąd nazwa), przy czym na podstawie badań filogenetycznych sugeruje się, że jest to historycznie cecha powszechna w tej klasie, a niezdolność do tworzenia kokolitów jest zjawiskiem wtórnym. U niektórych skorupki organiczne nie pokrywają się wapienną płytką. Liczba chloroplastów od 0 do 4. Oprócz fotosyntezy pozyskują węgiel przyswajając rozpuszczoną w wodzie materię organiczną.

## Ekologia
Emiliania huxleyi, należąca do rzędu Isochrysidales, jest najbardziej rozpowszechnionym kokolitoforem w oceanie. Ten gatunek formuje zakwity w Północnym Oceanie Atlantyckim, niekiedy pokrywające obszar nawet do tysiąca km².
Innym z przedstawicieli kokolitoforów, który w chłodniejszych rejonach oceanu może dominować w fitoplanktonie i dawać zakwity, jest Phaeocystis (rząd Phaeocystales), rodzaj kosmopolityczny. Toksyczne zakwity tworzone przez Chrysochromulina polylepis (rząd Prymnesiales), notowano w Cieśninach Duńskich, a pomory ryb wywołane zakwitami wód w słonawych duńskich jeziorach powodowanymi przez Prymnesium parvum opisywano już w pierwszej połowie XX w.

## Coccolithophyceae w zapisie kopalnym
Poddające się fosylizacji elementy Coccolithophyceae, czyli kokolity po raz pierwszy w zapisie skalnym obserwuje się w górnym triasie, ale liczne stają się dopiero w skałach jurajskich i młodszych.
Kokolity mają duże znaczenie w oznaczaniu wieku skał zwłaszcza kredy i kenozoiku. Kokolity mają także duże znaczenie skałotwórcze, będąc jednym z głównych lub dominującym składnikiem kredy, a zwłaszcza tzw. kredy piszącej.